# Cyperns demografi
Cypern är mest tätbefolkad längs kusterna och på slätterna runt huvudstaden Nicosia. Befolkningen, ursprungligen av grekiskt ursprung, beblandades med turkar under den osmanska tiden. Den turkiska minoriteten har varit ganska jämnt fördelad över Cypern, men efter Turkiets invasion av Cypern år 1974 fick många grekcyprioter lämna det område som togs i anspråk av Turkiet, och turkcyprioter på den södra delen av ön flyttades norrut. Cyperns officiella språk är grekiska i den södra landsdelen och turkiska i norr. Fortfarande talar många även engelska, ett arv från det Brittiska imperiet. Den självständiga grekisk-ortodoxa kyrkan på Cypern har spelat en framträdande politisk roll. Bland turkcyprioterna är flertalet muslimer.